# Гермок
Гермок (ум. в VI веке) — просветитель Корневилльский, католический святой, память 6 мая, 24 июля.
Ирландский епископ Гвинэйр, прослышав о язычестве жителей Корнуолла, отправился туда с проповедью. Эта миссия завершилась катастрофой для св. Гвинэйра и его товарищей, которые были убиты на том месте, где ныне стоит приходская церковь св. Гвинэйра. В ту пору язычниками правил вождь Теудар, чей оплот на Ривьере в настоящее время находится под слоем песка в Хейл Таунс (Hayle Towens). Ученики святого Патрика, как представляется, не были сильно удивлены погибели Гвинэйра, и они снарядили новую группу миссионеров для похода в Корнуолл. Св. Гермок (Germoc), или Гермоэ (Germoe) был одним из тех, кто вместе со св. Бреакой принял участие в этом походе.
Миссионеры высадились около местечка Сент-Айвс (Saint-Ives), но ещё до того, как эта бесстрашная группа достигла земли, она была подвергнута жестокому нападению со стороны язычников Теудара. Многие миссионеры были убиты в Конетконии (Conetconia) и в настоящее время упокоиваются под Хэйл Таунсом. Св. Гермоку удалось бежать, и, в конечном итоге обрести безопасность на южной стороне Трегоннинга (Tregonning), возможно, среди корнуолльского клана, который успешно сопротивлялся власти Теудара. Там, по прошествии времени, он после сорока дней поста и молитвы основал и освятил на британско-кельтский манер поселение, в котором располагается древняя церковь св. Гермока.
Св. Гермок был близким родственником, быть может, братом св. Бреаки. Как сообщают, в настенной живописи церкви св. Бреаки он изображен в короне и со скипетром и выглядит как монарх, фигурирующий в преданиях о св. Бреаке.